# Gornje Vrbno
Gornje Vrbno (en serbe cyrillique : Горње Врбно) est un village de Bosnie-Herzégovine. Il est situé sur le territoire de la ville de Trebinje et dans la république serbe de Bosnie. Selon les premiers résultats du recensement bosnien de 2013, il compte 21 habitants.

## Géographie
Le village est situé à l'ouest du lac de Bileća, un lac de retenue formé par la construction d'un barrage sur la Trebišnjica.
Il est entouré par les localités suivantes :
|        | Dubočani           |          |
| Budoši | Gornje Vrbno       | Dubočani |
|        | Budoši Donje Vrbno |          |

## Histoire
Sur le territoire du village se trouvent deux sites inscrits sur la liste provisoire des monuments nationaux de Bosnie-Herzégovine : la nécropole de Crkvina et l'église Saint-Basile-d'Ostrog.

## Démographie

### Évolution historique de la population dans la localité
| 1948 | 1953 | 1961 | 1971 | 1981 | 1991 | 2013 |
| ---- | ---- | ---- | ---- | ---- | ---- | ---- |
| -    | -    | 87   | 67   | 48   | 27   | 21   |

|  |

### Répartition de la population par nationalités (1991)
En 1991, les 27 habitants du village étaient tous serbes.